# Аряш (река)
Аряш — река в России, течёт по территории Камешкирского, Шемышейского и Лопатинского районов Пензенской области. Устье реки находится на высоте 160 м над уровнем моря в 70 км по правому берегу реки Уза. Длина реки составляет 27 км. Площадь водосборного бассейна — 181 км².

## Данные водного реестра
По данным государственного водного реестра России относится к Верхневолжскому бассейновому округу, водохозяйственный участок реки — Сура от истока до Сурского гидроузла, речной подбассейн реки — Сура. Речной бассейн реки — (Верхняя) Волга до Куйбышевского водохранилища (без бассейна Оки).
Код объекта в государственном водном реестре — 08010500112110000035819.